# ヤアクービー
ヤアクービー（ヤークービー アラビア語 اليعقوبي al-Ya‘qūbī、全名： أحمد ابن ابي  يعقوب إسحاق ابن جعفر ابن وهب ابن واضح الكاتب العباسي  Aḥmad ibn Abī Ya‘qūb ibn Ja‘far ibn Wahb Ibn Wāḍih al-kātib al-‘Abbāsī 、? – 897年）はイスラームの歴史家、地理学者。
曾祖父ワーディフはアッバース朝第2代カリフ・マンスールのマワーリー（解放奴隷）であったと伝えられる。以降代々アッバース朝に仕えて来たため、「アッバースィー」（al-‘Abbāsī）という由来名（ニスバ）はこれらに因んでいる。873年まではアルメニア、ホラサーンで暮らし、イラン系のターヒル朝の保護下で働いた。その後インド、エジプト、マグレブを旅して廻り、897年に死去したとされている。
彼の著作は下記２つが伝えられており、シーア派の視点が入っている。
- Tarikh al-Yaqubi (Chronicle of Ibn Wadih) 天地創造から872年までの年代記的著作。
- Kitab al-Buldan (Book of the Countries) 歴史地理学著作。

| スタブアイコン | サブスタブ | この項目は、まだ閲覧者の調べものの参照としては役立たない、人物に関連した書きかけの項目です。この項目を加筆・訂正などしてくださる協力者を求めています（P:人物伝/PJ:人物伝）。 |